# Slag bij Bapheus
De Slag bij Bapheus, in het Turks: Koyunhisar Muharebesi, vond plaats op 27 juli 1302 nabij de rivier de Sakarya tussen het Osmaanse leger onder leiding van Osman Gazi en de keizerlijke Byzantijnse leger onder Georgios Mouzalon. De slag eindigde met de absolute Osmaanse overwinning die leidde tot de oprichting van de Osmaanse staat en tot de Osmaanse controle van het gebied Bythinië tussen İzmit (Nicomedia) en İznik (Nicea).

## Voorgeschiedenis
Osman Gazi (r. 1299-1324) werd verkozen als de leider van zijn Turks nomadische Kayi-stam na de dood van zijn vader Ertuğrul in 1299. Zij waren in de 13e eeuw onder druk van de veroveringstochten van Dzjengis Khan naar Anatolië afgezakt, vanuit hun thuisland in Centraal-Azië. Na de desintegratie van Selçukiyân-ı Rûm of de Seltsjoek sultanaat van Anatolië in 1243, vestigde Osman’s vader Ertuğrul Beg zich met zijn stam rond 1260 in Söğüt. Dit was het uiterste grensgebied met de Byzantijnen en was onder constante aanval van de Byzantijnse legers; het zat verder gekneld tussen de andere Turkse prinsdommen in Anatolië. Om zijn positie te beveiligen begreep Osman dat hij moest uitbreiden naar het westen. Terwijl zijn vader Ertuğrul een beleid van goede betrekkingen met de naburige Byzantijnse gouverneurs onderhield zag Osman in dat hij dit plan moest veranderen om te overleven en om een nieuwe politieke onderneming op te starten. Hij lanceerde een reeks raids in de Byzantijnse of Oost-Romeinse territoria van Bythinië. Rond 1301 belegde hij de stad Nicea (İznik).
Om het Osmaanse beleg en blokkade van Nicaea te ontzetten lanceerde de Byzantijnse keizer Michaël IX (r. 1294–1320) een campagne. Toen Osman vernam dat de Byzantijnse keizer een leger had bijeengebracht, vroeg hij eerst om steun bij de Seltsjoek sultan in Konya, die dan de Turkse krijgers in Sahibin Karahisar beval om Osman te steunen. Karahisar was de belangrijkste Seltsjoekse grenspost. De Osmaanse kroniekschrijvers benadrukten dat Osman op dat moment nog niet werd gezien als leider van de Gazis in de regio, die onafhankelijk opereerden. Voor deze slag moest Osman samenwerken met de plaatselijke Turkse en Byzantijnse krijgsheren, zoals Köse Mihal.
Toen Osman besloot om het Byzantijnse leger te confronteren sloten zijn Turkse bondgenoten zich bij hem aan. Ze voelden zich allemaal bedreigd door de grootschalige Byzantijnse reactie. Osman maakte gebruik van de toenemende expansie van de Turkse grenskrijgers in West-Anatolië.

## De slag

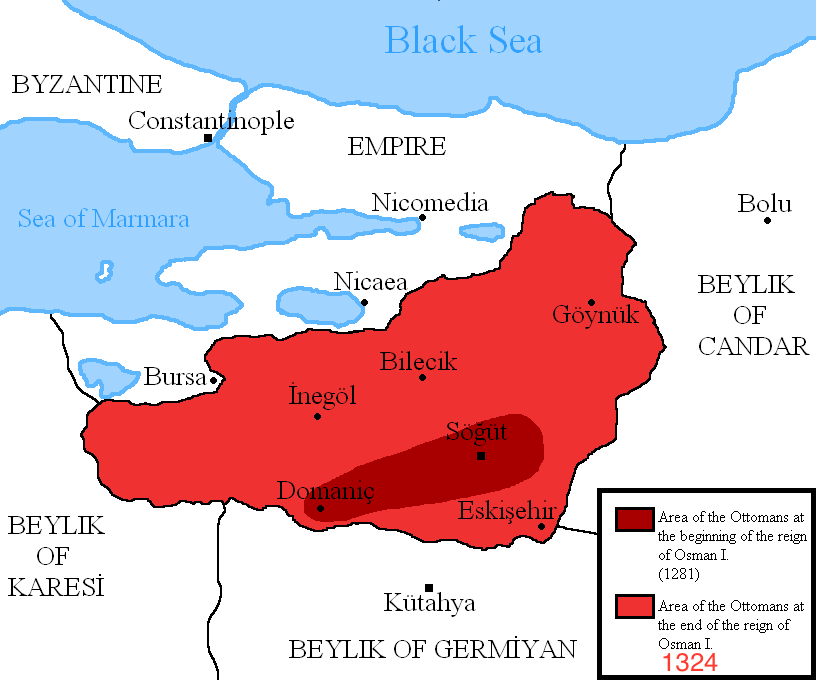
Gebiedsuitbreiding onder Osman Gazi

Volgens de Byzantijnse kroniekschrijver Pachymeres, een tijdgenoot van Osman, zond medekeizer Andronikos II Palaiologos een leger onder leiding van heteriarch Mouzalon. De troepen waren samengesteld uit Byzantijnse soldaten, Alans huurlingen en lokale militia, ongeveer 2.000 man. Pachymeres vertelt verder dat Osman met zijn troepen het bergpas doorstak en het vallei van Bapheus bereikte. De Osmaanse kronieken vermeldden het slagveld als Yalak Ovasi of de vlakte van Yalak aan de zeekust. Beide historiografische tradities zijn het eens dat de slag plaatsvond op de kustvlakte ten zuiden van de Golf van İzmit (Nicomedia), op de plaats waar de hoofdweg uit Iznik de kust bereikte.
Om de Byzantijnse nederlaag te verklaren, benadrukte Pachymeres de troepensterkte van Osman Gazi, het onwil van de lokale militia om te strijden en het gebrek aan discipline van de Byzantijnse soldaten. Volgens hem stortte de aanval van het Byzantijnse leger al snel ineen, waarna ze vluchtten naar de stad Nicomedia. De Byzantijnse terugtocht werd gedekt door de Alaanse huurlingen die getraind waren in de Turks nomadische steppe tactieken.
De Osmaanse kronieken gaven een andere versie van de slag. Volgens de Osmaanse bronnen, zoals Neshri, had de Byzantijnse keizer een hulpleger uitgestuurd om het beleg en blokkade van Nicaea (Iznik) te ontzetten. Deze kwam via de zee aan Yalak Ovasi (Bapheus) en begon er te landen om een verrassingsaanval uit te voeren op Osman's troepen. Maar Osman was geïnformeerd over de Byzantijnse plan via een Griekse spion en Osman legde een hinderlaag aan. De troepen van Osman voerden dan een verrassingsaanval uit op het Byzantijnse leger toen die hun paarden uit de schepen aan het uitladen waren. Ze werden uiteen gedreven en vielen ten prooi aan de Osmaanse troepen. Een deel probeerde terug naar de schepen te gaan, maar in paniek verdronken ze. Diegenen die in staat waren om hun toevlucht te nemen in de schepen, voeren terug naar Constantinopel.
Het is waarschijnlijk dat de Byzantijnse en Osmaanse kronieken elk een verschillende fase van de slag hebben gerapporteerd. Het Byzantijnse hulpleger ging zowel via een land als een zeeroute. En er hebben mogelijk verschillende confrontaties plaatsgevonden. Men kan stellen dat eerst de Osmanen een verrassingsaanval hebben uitgevoerd op de Byzantijnen toen ze per schip aankwamen uit Constantinopel. Dan vluchtten de Byzantijnse lokale militia in paniek naar Nicomedia. En de reguliere Byzantijnse troepen haastten zich terug naar de schepen onder de dekking van de Alanen.
Deze slag geeft ook een idee over de militaire tactieken van de vroege Osmanen. Osman's troepen waren voornamelijk samengesteld uit de nomadisch Turkse krijgers - boogschutters te paard - met een klein aantal infanterie. Ze streden volgens klassieke steppe nomadische tactiek: via effectieve inlichtingen over de vijand, kozen zij het slagveld uit, vochten met voorhoede-acties en bereikten verrassingen op alle niveaus. Op die manier wilden ze het vijandelijke leger via opeenvolgende charges van de cavalerie en pijldouches uit hun strijdformaties brengen. Ze zetten opeenvolgende hinderlagen op en via geveinsde terugtocht brachten ze de tegenstander uit hun formatie. De voorhoede die een terugtocht veinsde, bracht achter zich de vijand naar de plaats van de hinderlagen toe. Vervolgens sloot de rest van het leger zich aan - de zogenaamde tangbeweging of ook 'wolvenval' genoemd. De gedesorganiseerde vijand werd omsingeld en de vluchtende tegenstanders werden vernietigd.

## Het resultaat

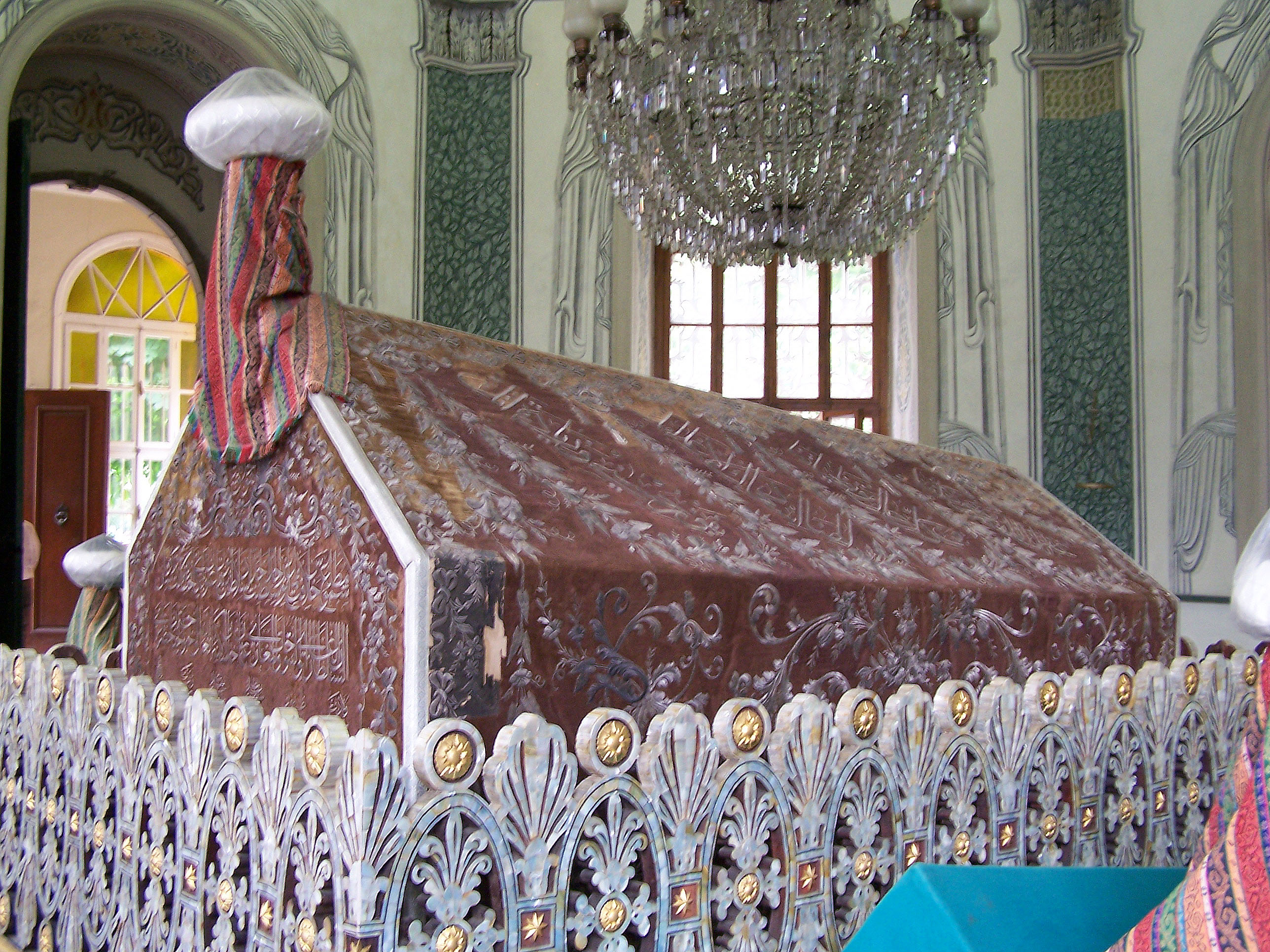
Türbe of graftombe van Osman Gazi in Bursa

Met zijn overwinning op een keizerlijke Byzantijnse leger kreeg Osman een enorme reputatie als Gazi-krijger en groeide uit tot een charismatische leider van zijn volgelingen. Hij bond sterker de onafhankelijk opererende nomadische volgelingen en meer krijgers kwamen zich aansluiten onder zijn leiding.
Volgens Pachymeres alarmeerde Osman's militaire succes de Byzantijnse overheid, die prinses Maria als vrouw aanbood aan de Ilkhanidische Öljeitü Khan om via hen Osman Gazi te laten afstraffen voor zijn actie. De Byzantijnen dachten dat de Turkse grensheren onder de controle van de Ilkhaniden stonden, maar de Mongoolse Khans hadden al een tijd de controle over de westelijke grensregio's verloren. Osman's overwinning van de Slag bij Bapheus beveiligde niet alleen zijn politieke positie. In een korte periode werden diverse Byzantijnse forten en steden veroverd en het hele gebied van Bithynië kwam onder Osmaanse controle.
De Osmaanse historicus Neşrî benoemde deze gebeurtenis als de oprichtingsdatum van een onafhankelijke en soevereine prinsdom (beylik) van Osman. Het bracht Osman Gazi charisma op en de legitimiteit om een dynastie en een staat op te richten. Hij beschreef de nasleep van Osman's overwinning als volgt:

"Zijn moeder en familieleden kwamen hem tegemoet op één of twee dagen afstand. Toevallig op dezelfde middag kwamen een drum, een royale diploma van soevereiniteit, een zwaard en een mantel van eer [van de Seltsjoekse Sultan]. Daarop riep Osman zijn divan [staatsraad] samen. Tijdens het spelen van de drums stond uit respect zijn moeder op, ook Osman Gazi stond op. Volgens de koninklijke Osmaanse traditie en soevereiniteit werden de drums geslagen. Sindsdien tot het bestuur van sultan Mehmed II, zoon van Murad Han Gazi, werd dit een Osmaanse staatstraditie."